# Walentin Korabielnikow
Walentin Władimirowicz Korabielnikow (ros. Валенти́н Влади́мирович Корабе́льников, ur. 4 stycznia 1946 w Rasskazowie, obwód tambowski) – radziecki i rosyjski wojskowy, generał armii, Zastępca Szefa Sztabu Generalnego Sił Zbrojnych Federacji Rosyjskiej, szef Głównego Zarządu Wywiadowczego (rosyjskiego wywiadu wojskowego).

## Życiorys
Absolwent Wojskowej Akademii Dyplomatycznej przy Ministerstwie Obrony ZSRR. Ponad 20 lat pracował w organach Głównego Zarządu Wywiadowczego (wywiadu wojskowego). Od 1992 do 1997 pierwszy zastępca Szefa Głównego Zarządu Wywiadowczego. Osobiście nadzorował operacje wywiadowcze na terenie Czeczenii podczas działań wojsk Rosji w tej republice.
W maju 1997 zastępował generała pułkownika Fiodora Ładygina, pełniąc obowiązki Szefa Głównego Zarządu Wywiadowczego. W tym samym miesiącu został mianowany na to stanowisko, które sprawował do 24 kwietnia 2009.
Od 20 sierpnia 1997 członek Koordynacyjnej Rady do spraw Międzynarodowej Współpracy Wojskowo-Technicznej. Od 31 grudnia 1997 członek Rad Nadzorczych Roswoorużenije i Promeksport.
W lipcu 1999 otrzymał podziękowanie od prezydenta Borysa Jelcyna za znaczący wkład w proces stabilizacji sytuacji w Kosowie.
Od 6 września 1999 członek Komisji przy Prezydencie Rosji do spraw Międzynarodowej Współpracy Wojskowo-Technicznej.
Od 12 czerwca 2003 roku generał armii.
Na początku 2009 roku przedłużono mu (pomimo wieku emerytalnego) o dwa lata okres służby wojskowej, lecz 14 kwietnia 2009 został zwolniony ze stanowiska i przeniesiony do rezerwy.
Żonaty.

## Odznaczenia
- Bohater Federacji Rosyjskiej
- Order „Za zasługi dla Ojczyzny” III klasy (2009)[3]
- Order Zasług dla Ojczyzny IV klasy
- Order „Za zasługi wojskowe”
- Order Męstwa
- Medal jubileuszowy „Dwudziestolecia zwycięstwa w Wielkiej Wojnie Ojczyźnianej 1941–1945”
- Medal „W upamiętnieniu 100-lecia urodzin Władimira Iljicza Lenina”
- Medal „Weteran Sił Zbrojnych ZSRR”
- Medal jubileuszowy „60 lat Sił Zbrojnych ZSRR”
- Medal jubileuszowy „70 lat Sił Zbrojnych ZSRR”
- Medal „W upamiętnieniu 800-lecia Moskwy”
- Order Czerwonego Sztandaru (Afganistan)

i odznaczenia resortowe.